# Kegham Parseghian
Kegham Parseghian, in armeno Գեղամ Բարսեղյան (Costantinopoli, 1883 – Ayaş, 1915), è stato un giornalista, critico letterario e poeta armeno.

## Biografia
Nacque a nel distretto di Gedik Paşa a Costantinopoli dove frequentò la locale scuola Mesropiana Pezchyan, continuando la sua formazione, poi, dopo il 1896 presso il Getronagan Varjaran (Liceo Centrale). A partire dal 1912 iniziò la collaborazione con varie riviste e attese a numerose pubblicazioni saggistiche e poetiche. Nello stesso anno partì per l'Europa.
A Parigi all'incirca per un anno seguì alcuni corsi alla Sorbona, facendo quindi ritorno a Costantinopoli. Qui proseguì l'attività letteraria e giornalistica prima sulle pagine di vari giornali e riviste tra cui Surhandag (Սուրհանդակ) e Azadamard (Ազատամարտ, 1909-1914) insieme a Rupen Zartarian. Diventò direttore della rivista letteraria Azdag (Ազդակ, 1908-1909), e in un secondo momento anche della tristemente nota Mehyan (Մեհեան, 1914), assieme ad autori come Costan Zarian, Daniel Varujan, Hagop Oshagan, Hrand Nazariantz e Aharon Dadurian.
Nel 1915 fu arrestato a Costantinopoli e martirizzato ad Ayaş nei pressi di Ankara.
Nel 1931 le sue opere furono raccolte e pubblicate a Parigi dalla associazione degli Amici degli Scrittori Martiri.

## Opere
- Ամբողջական գործը: Արձակ էջեր, պատմուածքներ ու զանազանք, Paris, impr. de Navarre, 1931